# El mercado parisino
El mercado parisino (también conocido como Le marché des parisien o Les marché des innocents) es un ballet cómico en un acto, con libreto y coreografía de Marius Petipa y música de Cesare Pugni.
Presentado por primera vez por el Ballet Imperial bajo el título Le marché des parisien el 5 de mayo de 1859 en el Teatro Imperial Bolshoi Kamenny de San Petersburgo, Rusia. Los bailarines principales fueron Maria Surovshchikova-Petipa (como Lizetta), Marius Petipa (como Simon) y Timofei Stukolkin (como el marqués Megrèle).

## Argumento
Lizetta, la chica más bella del mercado parisino, recibe diariamente cartas y obsequios de sus admiradores. Ella está enamorada de Simon, un joven comerciante del mercado. El marqués Megrèle, quien visita el mercado regularmente, se encapricha de ella. La amante del marqués, Georgetta, acusa a Lizetta de intentar seducirlo. Lizetta le explica que su corazón es de Simon pero que no pueden casarse porque son muy pobres. Georgetta siente lástima de los jóvenes enamorados, así que realiza un plan para quedarse con la bolsa de dinero del marqués. Se lo da a una encantada Lizetta, quien finalmente comienza a planear su matrimonio con Simon.

## Reposiciones
En 1861 Petipa realizó una nueva puesta en escena para el Ballet de la Académie Royale de Musique,  bajo el título Les Marché des Innocents. Presentado por primera vez el 29 de mayo de 1861. Para esta producción, Petipa cambió los nombres de los personajes Lizetta y Marquis Megrèle por Gloriette y Lindor. Los bailarines principales fueron Mariia Surovshchikova-Petipa (como Gloriette) y Louis Mérante (como Lindor).
En 1892 Lev Ivanov realizó una reposición para el Ballet Imperial. Presentado por primera vez para la corte imperial en el teatro de Krasnoe Selo, San Petersburgo, del 6 al 18 de julio de 1892.
En 1895, Marius Petipa realizó otra versión para el Ballet Imperial. Presentado por primera vez en el Teatro Imperial Mariinsky, St. Peterbsurg, del 8 al 20 de enero de 1895. Los bailarines principales fueron Maria Anderson (como Lizetta), Sergei Litavkin (como Simon), Enrico Cecchetti (como el marqués Megrèle).